# 김창환 (국악인)
김창환(金昌煥, 1848년~1939년)은 대한제국 고종·순종 때의 판소리 명창이며 창극의 개척자이다. 전라남도 나주 출신으로 근세 5명창의 한 사람이다.
이날치의 직계 제자로 서편제의 법통을 이어받았으며, 정창업에게 서편제 판소리를 사사하고 판소리 명창이 되었다. 판소리에서 <흥부가>의 <제비 노정기(路程記)>를 작곡하였다. 고종 때 어전에서 소리하였고 순종의 총애를 받아 의관직(議官職)을 제수받았다. 원각사 시절에 주석이 되어 창극 운동의 선구가 되었다. 풍신이 좋고 너름새가 출중하여 관중의 인기를 독차지하였다.
1. ↑  “판소리는 본디 세습무당굿에서 발생했다는 것이 정설 ...”. 2022년 12월 11일에 확인함.